# Co-cathédrale Saint-Jean de La Valette
Cette  cathédrale ne doit pas être confondue avec une autre cathédrale de Malte.
 D’autres cathédrales portent le nom de cathédrale Saint-Jean.
La co-cathédrale Saint-Jean est une cathédrale catholique située à La Valette, à Malte. Elle fut construite entre 1573 et 1577 par les chevaliers de l'ordre de Saint-Jean de Jérusalem suivant les plans de l'architecte militaire maltais Ġlormu Cassar (alors déjà à l'origine de plusieurs édifices importants de La Valette).

## Historique
Financée et commandée en 1572 par Jean de La Cassière, le grand maître de l'Ordre, il en fit l'église conventuelle des chevaliers et une cocathédrale, titre conféré par Pie VII en 1816, puisqu'elle partage ce titre avec la cathédrale Saint-Pierre-et-Saint-Paul de Mdina. En 1598 débute la construction de l'oratoire et de la sacristie, qui seront achevés sous Alof de Wignacourt. Dans les années 1660, le grand maître Raphaël Cotoner souhaite refaire le décor intérieur afin de rivaliser avec les églises de Rome. C'est le style baroque, alors à son apogée, qui est choisi et qui est mis en œuvre par l'Italien Mattia Preti. L'édifice sert d'église conventuelle de l'ordre jusqu'en 1798, quand les occupants français expulsent l'ordre de Malte. L'occupation française ne dura que deux ans, mais de nombreux objets d'art ont été pillés et emportés en France.

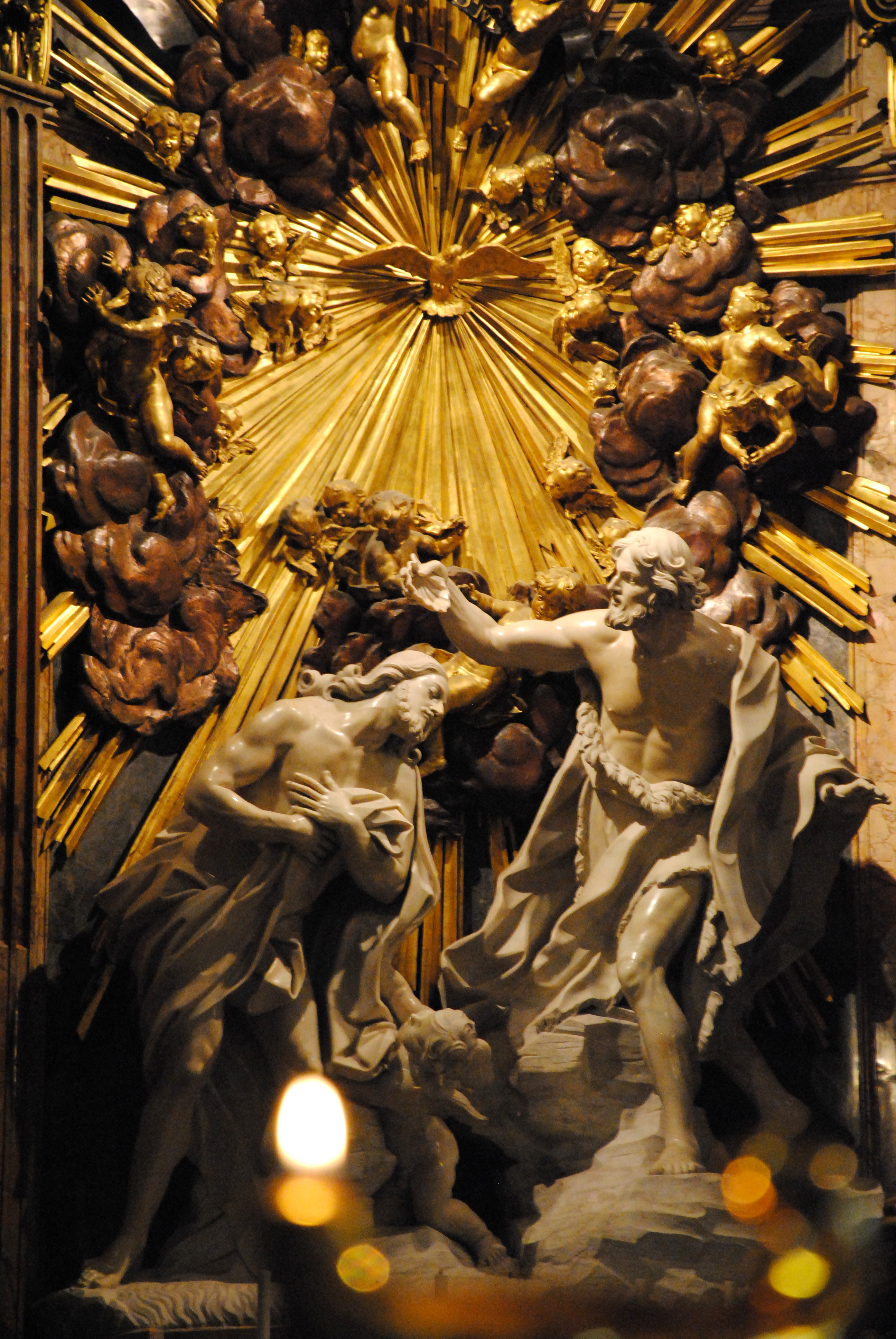
Maître-autel.

En 1800, les Français capitulèrent devant les Anglais et le pouvoir sur Malte fut assumé par un gouverneur britannique. 
En 1941, l'édifice subit quelques dommages lors des bombardements.
Malte devint indépendante de la Grande-Bretagne en 1964.
Depuis 1980, la co-cathédrale et le centre historique de La Valette ont été déclarés site du patrimoine mondial de l’UNESCO. Aujourd’hui, la cathédrale est un lieu de culte, d’événements culturels et de concerts. Le bâtiment figure parmi les attractions touristiques de l'île. Il est administré par la St. John’s Cathedral Foundation, créée en 2001.

## Architecture
Elle fut construite par l'architecte Ġlormu Cassar de 1573 à 1577, et décorée par Mattia Preti de 1662 à 1667.

### Extérieur
Construite en calcaire maltais, l'extérieur de l'église présente un aspect austère. Elle mesure 65 mètres de long pour 40 mètres de large. Le bâtiment reprend le plan basilical avec une nef principale d’une largeur de 15 mètres et d’une longueur de 53 mètres. Le long des deux côtés de la nef se trouvent des chapelles séparées. Les fenêtres ont une forme elliptique avec un grand axe horizontal.

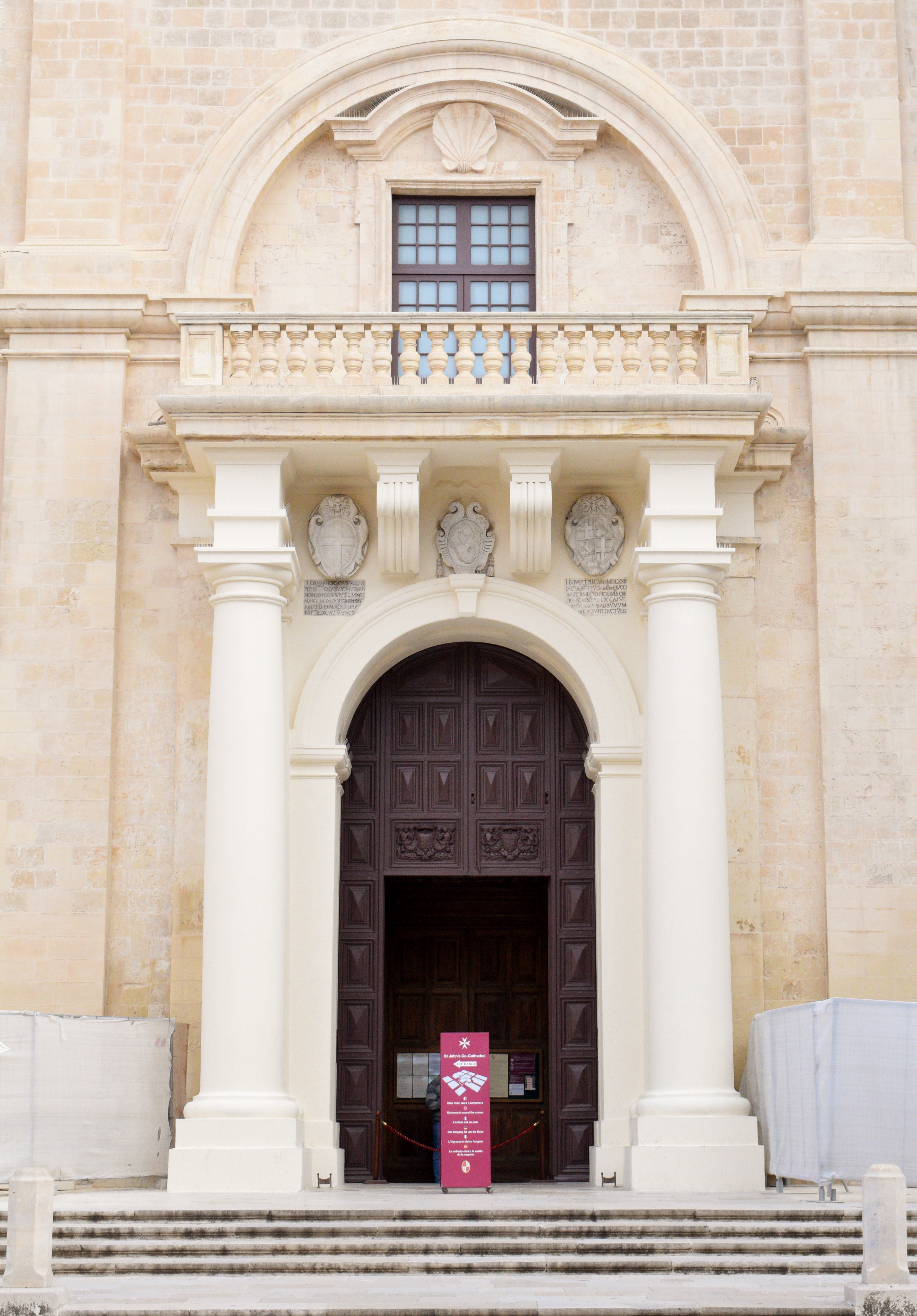
Portail de la co-cathédrale Saint-Jean

À l'ouest, la façade est simple mais bien proportionnée : elle donne une forme de « T » au plan de l'église. Elle est encadrée de deux clochers. Sur la tour sud, il y a une horloge avec trois cadrans, dont l’un indique l’heure (mais sans l’aiguille des minutes), un la date (seulement le jour, pas le mois) et un le jour de la semaine. La façade est rythmée par des pilastres verticaux. 
Le portail est flanqué de deux colonnes de l'ordre toscan et de deux niches vides.  Au-dessus du portail se trouve un balcon à balustrade depuis lequel les grands maîtres de l'ordre faisaient des annonces. C'est de ce balcon qu'étaient présentés les Grands Maîtres nouvellement élus. Ces derniers lançaient des pièces d’or aux personnes rassemblées sur la place en face.  Une grande porte-fenêtre à meneaux permet de communiquer avec l'intérieur de la nef. Au dessus de cette porte est aménagé un tympan en demi-cercle. 
En haut, la façade est couronnée par un petit fronton orné d'une croix des chevaliers de Malte. Le fronton abrite un buste en bronze de Jésus. L’original de cette sculpture représentant un Christ Sauveur a été commandé à Alessandro Algardi, un sculpteur baroque bolonais actif à Rome. Le buste est arrivé à Malte en août 1639 afin qu'il soit installé sur la façade qui domine le port de La Valette. À l’origine, Jésus tenait un globe d’une main, tandis que l’autre faisait un geste de bénédiction envers ceux qui prenaient la mer ou retournaient sur le continent. Une copie a été placée dans le tympan de la façade, alors que l’original restauré est exposé à l’intérieur du musée.  

### Intérieur

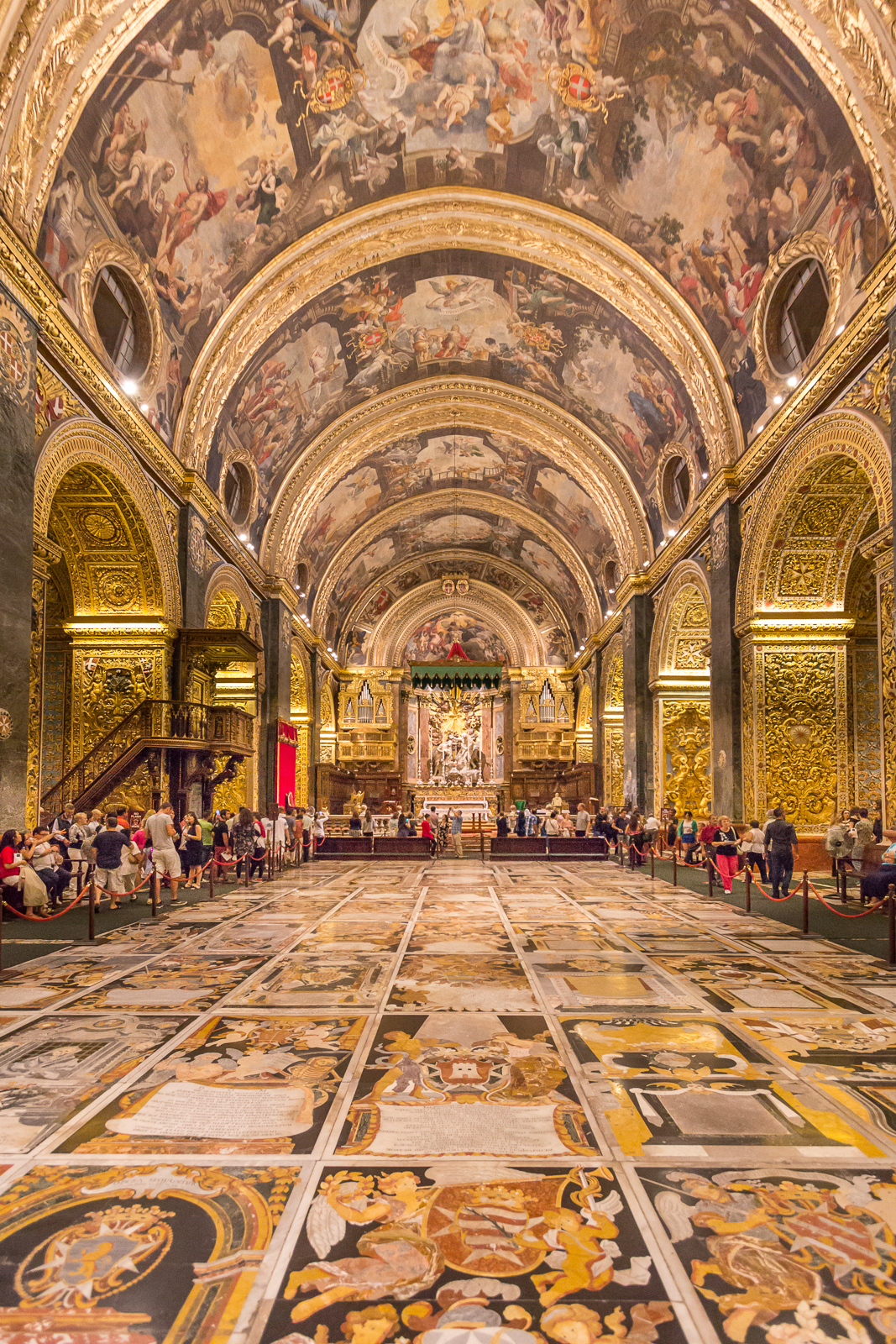
Nef de la co-cathédrale. En haut : les fresques de Mattia Preti sur la voûte. Au fond : le maître-autel. En bas : les cénotaphes des chevaliers de l'ordre.

L'intérieur baroque, très décoré, contraste avec l'extérieur. Le vaisseau central ou nef est rythmée par deux séries de six piliers. Les peintures de la voûte de la nef, en berceau, sont réalisées par Mattia Preti ; il a utilisé la technique de la peinture à l’huile appliquée directement sur la pierre, exploitant la porosité de la globigérine maltaise. Il lui a fallu cinq ans pour finir cette fresque, dans les six sections de la voûte. Les fresques de la voûte illustre dix-huit épisodes inspirés de la vie de saint Jean-Baptiste :

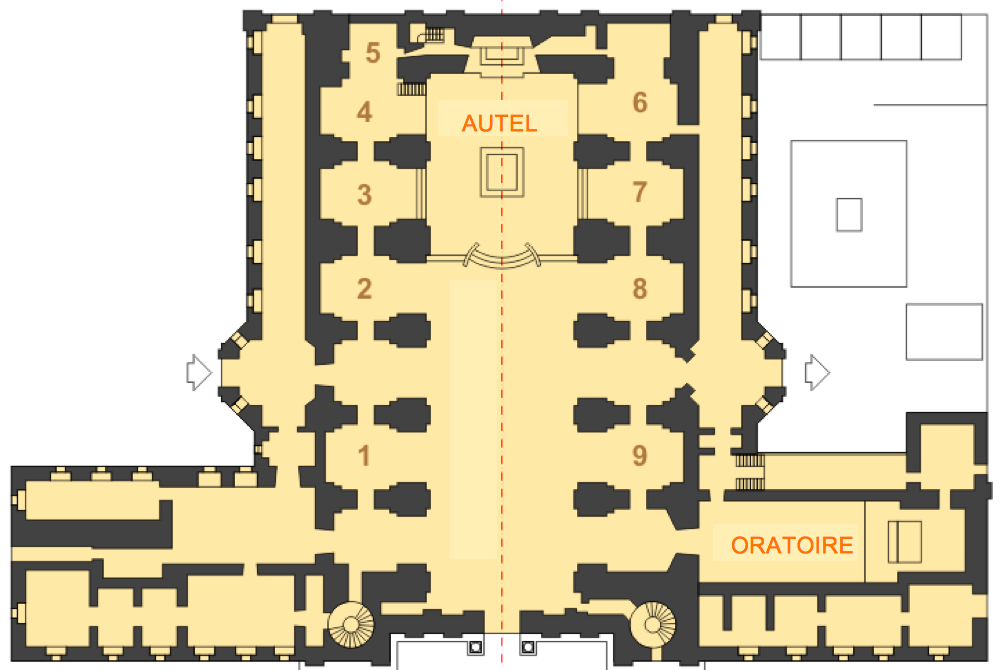
Plan de la co-cathédrale Saint-Jean. Légende : 1 = Allemagne, 2 = Italie ; 3 = France ; 4 = Provence ; 5 = Angleterre et Bavière ; 6 = Chapelle de la communion ; 7 = Auvergne ; 8 = Aragon ; 9 = Castille, Léon et Portugal.

1. Annonce de la naissance du Baptiste,
2. Zacharie quittant le temple perd la parole,
3. Zacharie rapporte à Élisabeth l’annonce de l’ange,
4. Visitation de la Vierge à Sainte Elisabeth,
5. Séjour de la Vierge Marie de Sainte Elisabeth,
6. Naissance de Jean,
7. Circoncision de Jean-Baptiste,
8. Élisabeth appelle son enfant Jean,
9. Confirmation du nom par Zacharie,
10. Jean dans le désert,
11. La prédication de Jean dans le désert,
12. Le baptême de Jésus dans le Jourdain,
13. Jean-Baptiste révèle sa mission,
14. Jean rend témoignage à Jésus,
15. La capture et l’emprisonnement de Jean,
16. Salomé et la danse des sept voiles,
17. La décapitation du Baptiste,
18. La vengeance d’Hérodiade.

Mattia Preti est l’auteur d'autres peintures et fresques disséminées dans les différents endroits de l'église. Le maître-autel est décoré d'un groupe sculpté en marbre de Giuseppe Mazzuoli représentant le baptême de Jésus. L'autel est l’œuvre de Lorenzo Gafà et Giovanni Braccio ; il est incrusté de marbres polychromes précieux, de pierres semi-précieuses, du lapis-lazuli et décoré d’inserts en argent et en métal doré ; il représente la Cène, les symboles des quatre évangélistes, les clés (emblème de saint Pierre), l’épée (emblème de saint Paul).
L’orgue a été construit en 1960 par la société de facture d’orgues Mascioni.

#### Cénotaphes
Le sol, tout de marbre, est complètement formé de cénotaphes, où sont représentés 405 chevaliers de l'ordre de Saint-Jean de Jérusalem. Les  plaques sont décorées de symboles héraldiques, de motifs religieux, de trophées militaires et de crânes. 
Il y a aussi une crypte qui renferme les tombes de grands maîtres, dont Philippe de Villiers de L'Isle-Adam, Jean de Valette, Claude de La Sengle et Alof de Wignacourt.

#### Chapelles

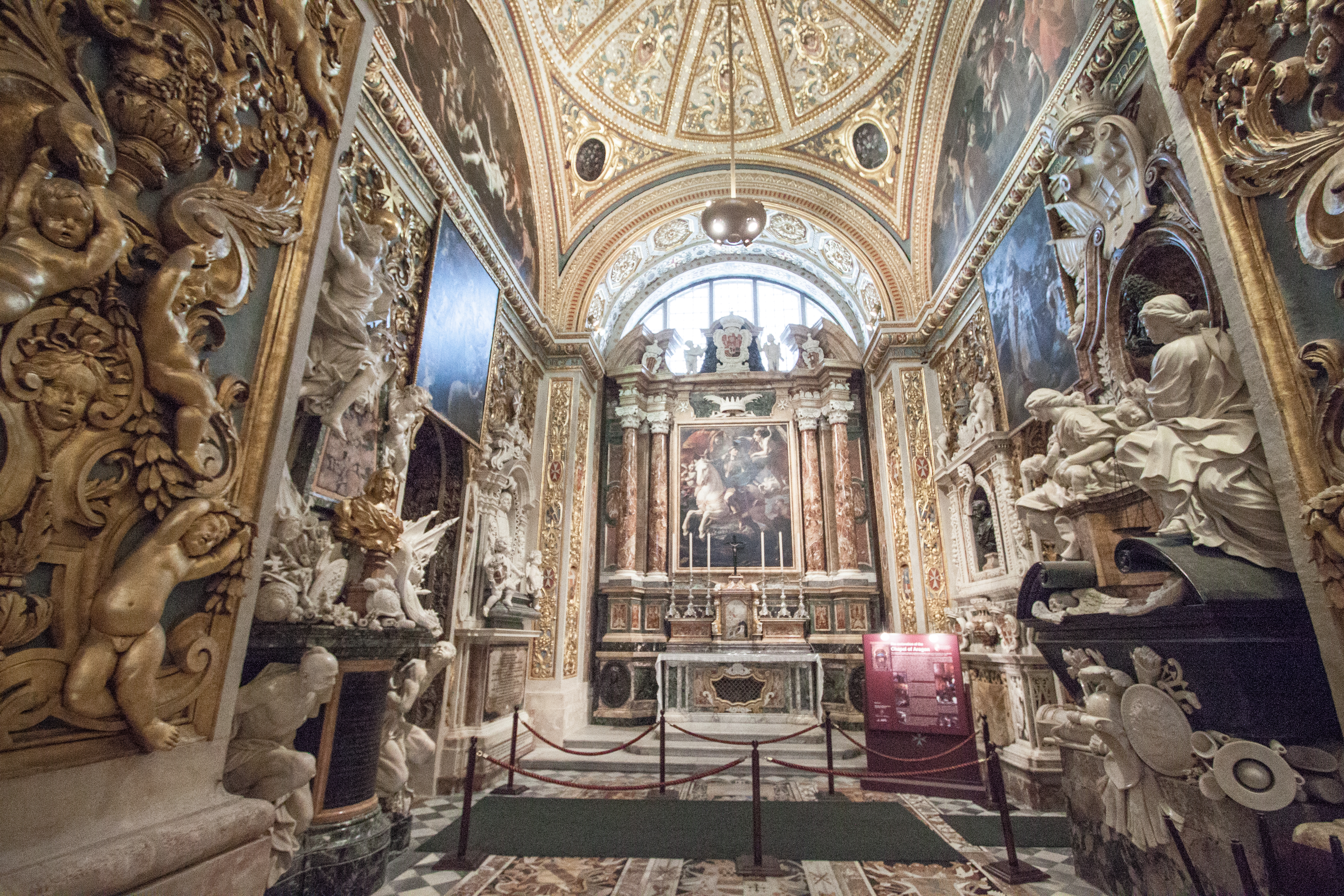
La chapelle Saint-Georges

Il y a huit chapelles, chacune représente normalement une langue hospitalière. Les chapelles française, italienne et aragonaise, qui comptent les représentants les plus éminents de l’ordre, sont situées au plus près de l’autel.
Les chapelles sont : la chapelle d'Allemagne ou des Rois Mages, celle d'Italie ou de Sainte-Catherine, de France ou de Saint-Paul, de Provence ou de Saint-Michel comprenant la chapelle anglo-bavaroise ou des Reliques, la chapelle du Saint-Sacrement, d'Auvergne ou de Saint-Sébastien, d'Aragon ou de Saint-George et de Castille ou de Saint-Jacques.
L'emplacement de quatre autres chapelles est réservé à des entrées. Au fond de la nef, l'entrée de la sacristie, en face l'entrée de l'oratoire. Anciennement (1603-1604), les résidences du grand prieur et celle du vice-prieur. Entre la chapelle d'Allemagne et celle d'Italie, l'entrée latérale de la co-cathédrale, en face de celle-ci, l'entrée de l'ancien cimetière conventuel, aujourd'hui, celle du musée.

## Patrimoine

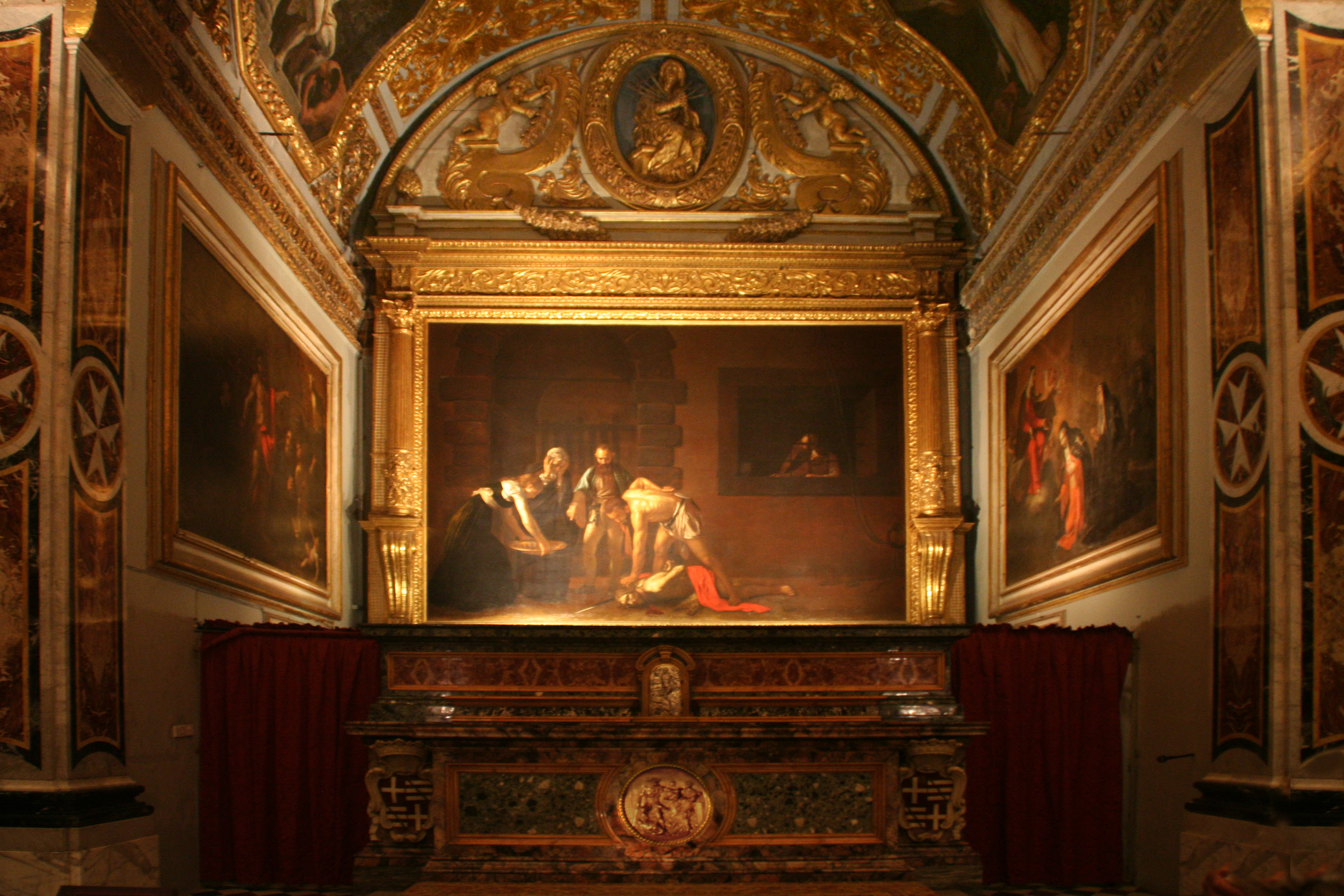
L'oratoire de la chapelle des novices avec La Décollation de saint Jean-Baptiste du Caravage.

- La Décollation de saint Jean-Baptiste (1608) du Caravage fut commandée par le grand maître de l'ordre de Saint-Jean de Jérusalem, pour être placée en retable dans l'oratoire Saint-Jean, chapelle des novices de l'Ordre[5],[6].
- L'oratoire Saint-Jean abrite une autre toile du Caravage, Saint Jérôme écrivant (vers 1607-1608).
- Attenant à l’église se trouve le musée de la co-cathédrale Saint-Jean qui expose des tapisseries flamandes conçues par Pierre Paul Rubens, ainsi que des peintures qui étaient autrefois dans les chapelles latérales telles que le Saint-Georges tuant le dragon de Francesco Potenzano.

## Divers
Une inscription près de l'entrée latérale, par où passaient les Hospitaliers rappelle la brièveté de la pérégrination terrestre : « Vous qui marchez sur les morts, rappelez-vous qu'un jour on marchera sur vous »[réf. à confirmer].